# Romano R.83
Il Romano R.83 fu un aereo da caccia monomotore monoposto biplano sviluppato dall'azienda aeronautica francese Chantiers aéronavals Étienne Romano nella seconda metà degli anni trenta del XX secolo e destinato all'esportazione in Spagna.

## Storia del progetto
All'inizio del 1937, nel pieno della guerra civile spagnola, i rappresentanti del governo repubblicano spagnolo avviarono dei contatti con i rappresentanti dell'azienda francese Chantiers aéronavals Étienne Romano per l'acquisto di alcuni tipi di velivoli. Tali negoziati, semiclandestini, portarono all'azienda di Étienne Romano alcuni ordini di produzione. Tra questi vi era quello relativo a 24 aerei da caccia R.83, derivati direttamente dal precedente idrocaccia monoposto R.90. Nel tentativo di nascondere la vendita di velivoli da caccia, favorendo quella di aerei da addestramento direttamente derivati dall'addestratore biposto R.82, al caccia fu assegnata la designazione non sequenziale di R.83. La produzione delle parti degli aerei e il assemblaggio finale vennero intrapresi clandestinamente in Belgio presso la LACEBA (Les Ateliers de Construction et d'Exploitation de Brevets Aeronautiques).

## Descrizione tecnica
L'R.83 era fondamentalmente simile allo R.90, aveva apertura alare ridotta, impennaggi ampliati e rinforzati e l'abitacolo posteriore chiuso. Il motore radiale era un Pratt & Whitney R-985 Wasp Junior, raffreddato ad aria, erogante la potenza di 450 CV, ed azionante un'elica tripala. Il carrello di atterraggio era triciclo posteriore fisso, con le ruote principali carenate, e il ruotino di coda orientabile. L'abitacolo aperto, situato subito dietro l'ala superiore, ospitava il pilota, protetto da un parabrezza. La configurazione alare era biplana, con l'ala inferiore, posizionata bassa sulla fusoliera, collegata alla superiore, posizionata alta a parasole, tramite una coppia di montanti interalari "ad N". L'armamento si basava su due mitragliatrici Darne da 7,5 mm.

## Impiego operativo
Nel tentativo di far passare l'aereo per un addestratore, per i collaudi in Belgio venne montato un motore radiale Salmson 9Aba. Questo propulsore doveva essere sostituito con il Pratt & Whiyney all'arrivo degli aerei in Spagna. Il motore Salmson 9Aba era un radiale a 9 cilindri posti su un'unica fila raffreddato ad aria in grado di erogare, in quella versione, una potenza pari a 280 hp (209 kW), posizionato all'apice anteriore della fusoliera racchiuso da una cappottatura NACA, ed abbinato ad un'elica tripala.
Il primo di un lotto iniziale di sei R-83 raggiunse la Spagna il 20 aprile 1938 e l'ultimo il 5 luglio successivo e, presumibilmente, vennero rimotorizzati come previsto dopo l'arrivo a Barcellona. Gli aerei entrarono in servizio nella Fuerzas Aéreas de la República Española, l'aeronautica militare della Spagna repubblicana, venendo utilizzati nella zona di Barcellona. Il destino finale di questi esemplari è sconosciuto. Le ali e le fusoliere dei restanti 18 velivoli furono completate, ma gli aerei dovevano ancora essere assemblati quando la guerra civile ebbe termine.

## Utilizzatori
Spagna
- Fuerzas Aéreas de la República Española